# 桜東バス

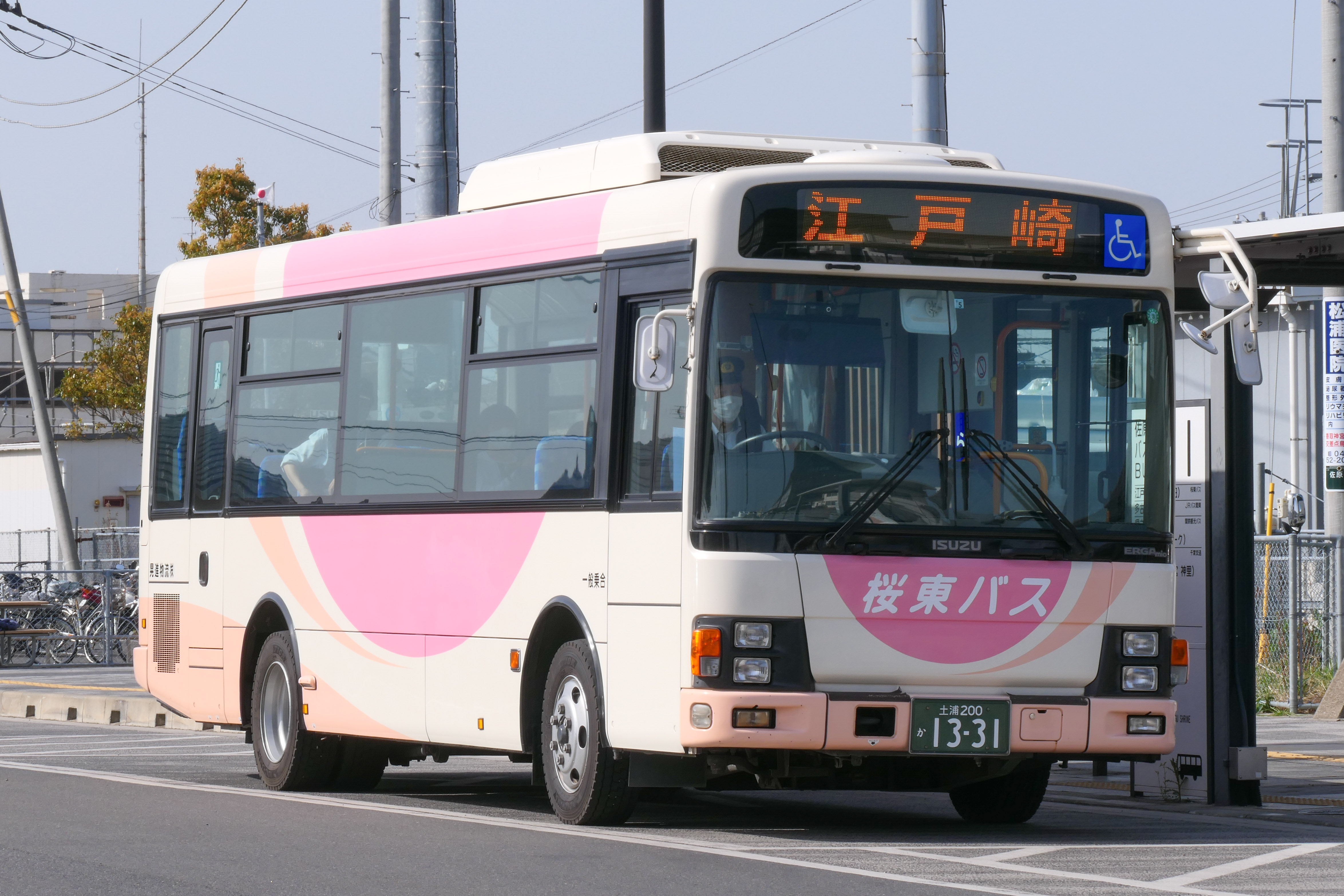
桜東バスの車両（佐原駅）

桜東バス（おうとうバス）は、茨城県稲敷市で運行される廃止代替バスである。運行事業者は晃進物流株式会社である。名称は旧桜川村、旧東村のそれぞれの頭文字「桜・東」に由来する。

## 概要

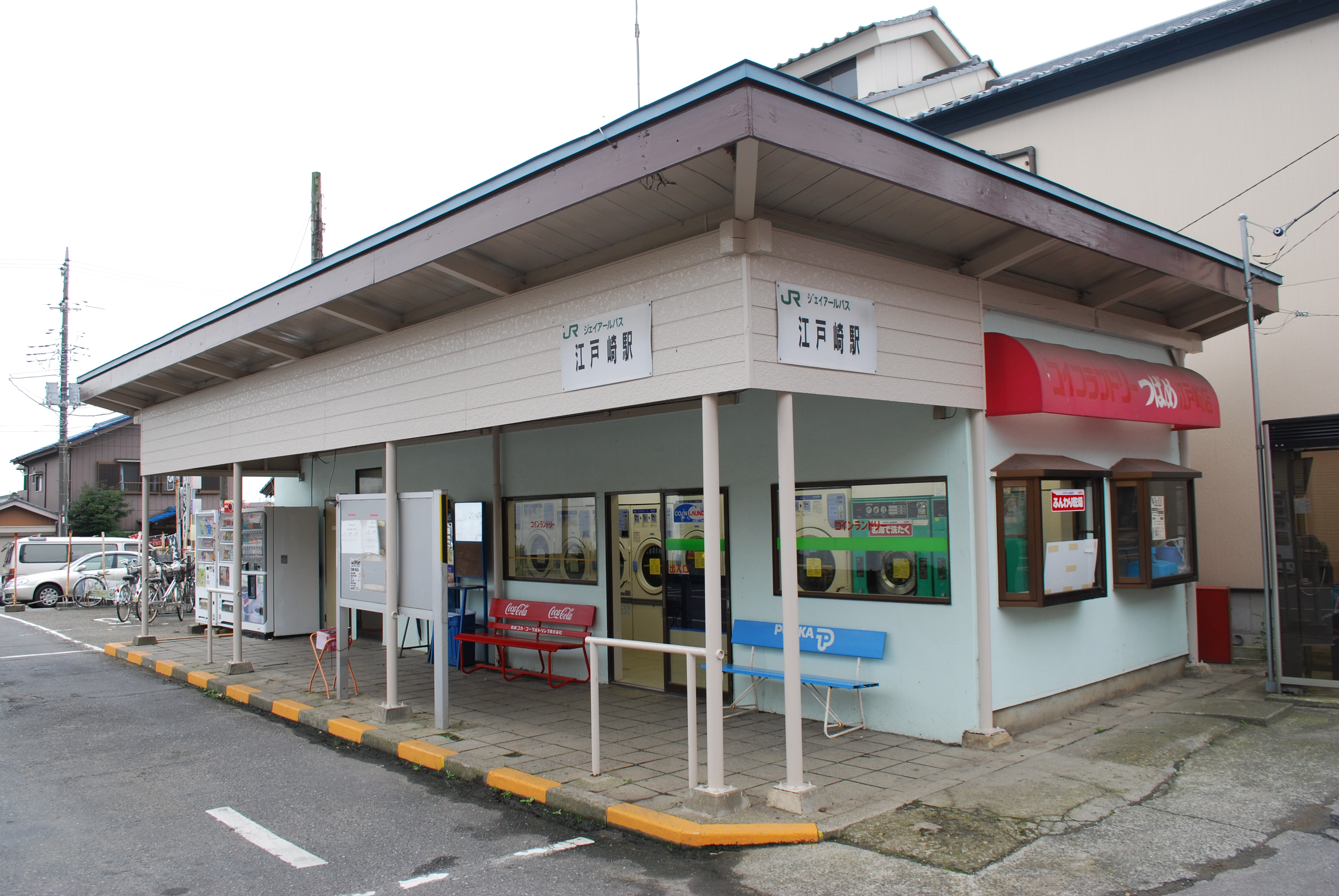
自動車駅「江戸崎駅」
2015年3月に稲敷市がジェイアールバス関東から購入

ジェイアールバス関東の路線廃止に伴い、公共交通機関を確保する目的で運行されている。同社から引き継いだ広域かつ線的な路線と、対キロ多区間制ながら低廉な運賃が最大の特徴である。他社バス路線との接続により広大な鉄道空白地帯である同市と周辺の路線バス網の一翼を担う。
現在ではコミュニティバスの定義に当てはまる存在ではあるが、開設当時の位置付け（廃止代替バス、旧21条バス）や、のちに稲敷市コミュニティバス（さくら自動車が受託運行）とあずまコミュニティバスが運行開始したこともあり、市や運行事業者では「コミュニティバス」とは案内していない。
晃進物流株式会社は、稲敷市伊佐部1763に本社を置く貨物自動車運送業者であり、桜東バスの運行を受託するためにバス事業に参入した。バス営業所は稲敷市幸田1350-1にある。稲敷市の新規参入バス事業者には、他にブルーバスがある。

## 沿革
- 1995年10月1日 - ジェイアールバス関東十余島線（常陸幸田 - 橋向 - 東役場前 他）の廃止に伴い、「西小学校 - 十余島 - 西代」、「神宮寺 - 甘田 - 西代」の運行を開始。
- 2000年10月1日
  - ジェイアールバス関東霞ヶ浦線（常陸幸田 - 佐原）の廃止に伴い、同路線の運行を開始。
  - 十余島線「神宮寺 - 甘田 - 西代」廃止。
- 2002年4月1日 - ジェイアールバス関東「江戸崎 - 浦向 - 幸田 - 阿波 - 江戸崎」の廃止に伴い、「江戸崎 - 浦向 - 幸田」及び「江戸崎 - 阿波 - 幸田」が代替路線として運行を開始。
- 2011年 - 「江戸崎 - 角崎」運行開始。
- 2014年6月1日 - 佐原・江戸崎線（阿波経由）を一部変更。「光葉中央」「市立図書館・歴史民俗資料館」停留所を新設。
  - 一部ダイヤが「光葉中央」を経由（全日）。
  - 一部ダイヤが「市立図書館・歴史民俗資料館」を経由（土日のみ）。
- 2020年4月1日 - 佐原線を阿波経由に統一、十余島線を廃止、神崎線を新設。
- 2021年4月1日 - 角崎線と神崎線を統合し、新利根・神崎線に変更。

## 現行路線

### 江戸崎・佐原線
- 佐原駅 - ショッピングセンターパルナ - 上西代 - 西代 - 石納 - 水神 - 伊佐部 - 幸田車庫 - 下阿波 - 阿波 - 神宮寺 - 古渡 - 信太古渡 - 吹上 - 江戸崎総合高校 - 江戸崎

江戸崎市街から東（あずま）地区を経て、利根川対岸の千葉県香取市佐原市街・JR成田線佐原駅を結ぶ。沿線にはショッピングセンター「パルナ」がある。
ジェイアールバス関東霞ヶ浦本線との乗り継ぎにより、土浦 - 佐原間を1時間43分（第2便の場合）、運賃合計1,150円で結び（鉄道の場合は約2時間、運賃1,660円）、少ない便数ながらも鉄道短絡の役割を維持している。
また「上西代」停留所は関東鉄道（旧関鉄グリーンバス）の東京方面高速バス「あそう号」の停留所と同じ場所にある。
2020年4月1日のダイヤ改正にて、阿波経由に一本化した。

### 新利根・神崎線
- 新利根（JA稲敷直売所）- 羽賀 - 村田台 - 西町交差点 -  合同庁舎前 - 吹上 - 江戸崎総合高校 - 江戸崎 - 高田須賀 - 浦向 - あずま西小前 - 幸田車庫 - 脇川 - 橋向住宅 - 発酵の里こうざき - 下総神崎駅

2020年4月1日開業。東地区の住民アンケートに基づき、実証運行を開始。利用目標は1便あたり2.4人以上、年間9,000人前後。
JR成田線下総神崎駅での乗り換えで成田・佐原方面へのアクセスを確保し、道の駅発酵の里こうざきで東京行き高速バスへの乗り換えも可能とした。また茨城県立江戸崎総合高等学校への通学にも対応したダイヤ編成としている。
2021年4月1日から、神崎線と角崎線を統合し、新利根から江戸崎を経て下総神崎までの路線に変更した。